# Winfield (Name)
Winfield ist ein Familienname und ein männlicher Vorname.

## Namensträger

### Familienname
- Antoine Winfield (* 1977), US-amerikanischer Footballspieler
- Antoine Winfield Jr. (* 1998), US-amerikanischer Footballspieler
- Charles H. Winfield (1822–1888), US-amerikanischer Jurist und Politiker
- Dave Winfield (* 1951), US-amerikanischer Baseballspieler
- Elizabeth Winfield, britische Biathletin
- Jack Winfield (1907–1991), britischer Leichtathlet
- Lauren Winfield-Hill (* 1990), englische Cricketspielerin
- Paul Winfield (1939–2004), US-amerikanischer Fernseh- und Filmschauspieler

### Vorname
- Frank Winfield Anderson (* 1948), US-amerikanischer Mörder
- Winfield Dunn (1927–2024), US-amerikanischer Politiker
- Winfield T. Durbin (1847–1928), US-amerikanischer Politiker
- Winfield Scott (1786–1866), US-amerikanischer General, Diplomat und Politiker
- Winfield Scott Featherston (1820–1891), US-amerikanischer Politiker und Brigadegeneral
- Winfield Scott Hancock (1824–1886), General im Amerikanischen Bürgerkrieg
- Winfield Woolworth (1852–1919), Gründer der amerikanischen Kaufhaus- und Supermarktkette Woolworth